# Дімаро-Фольгарида
Дімаро-Фольгарида (італ. Dimaro Folgarida) — муніципалітет в Італії, у регіоні Трентіно-Альто-Адідже,  провінція Тренто. Муніципалітет утворено 1 січня 2016 року шляхом об'єднання муніципалітетів Дімаро та Монклассіко.
Дімаро-Фольгарида розташоване на відстані близько 510 км на північ від Рима, 35 км на північний захід від Тренто.
Населення — 2206 осіб (2015).

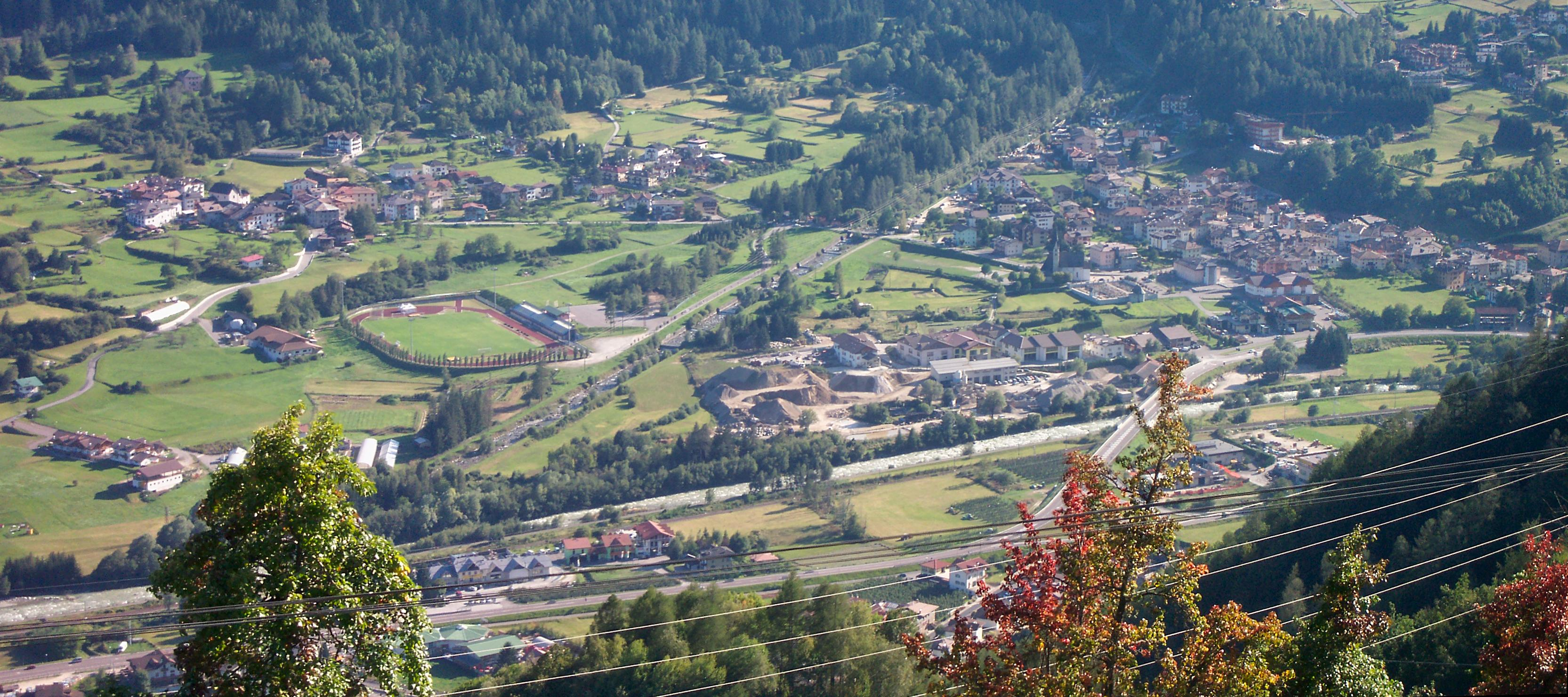

Щорічний фестиваль відбувається 10 серпня. Покровитель — Святий Лаврентій.

## Демографія
Населення за роками:

Станом на 1 січня 2023 року в муніципалітеті офіційно проживало 175 іноземців з 23 країн, серед них 127 громадян країн Євросоюзу та 6 громадян України.

## Сусідні муніципалітети
- Клес
- Коммеццадура
- Мале
- Пінцоло
- Тре-Вілле
- Туенно
- Кров'яна
- Мале